# Gräsmarker

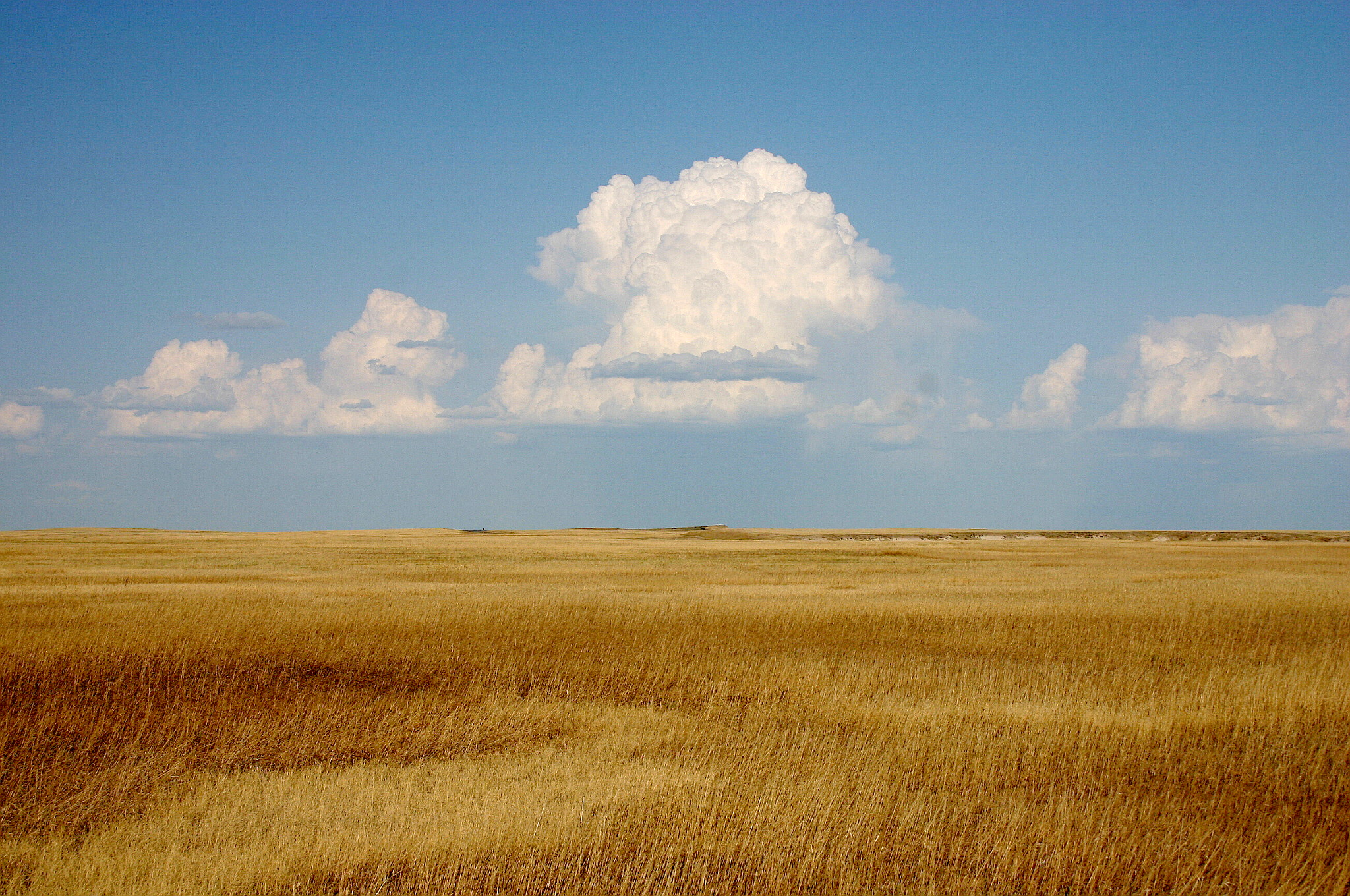
Prärie i South Dakota, USA.

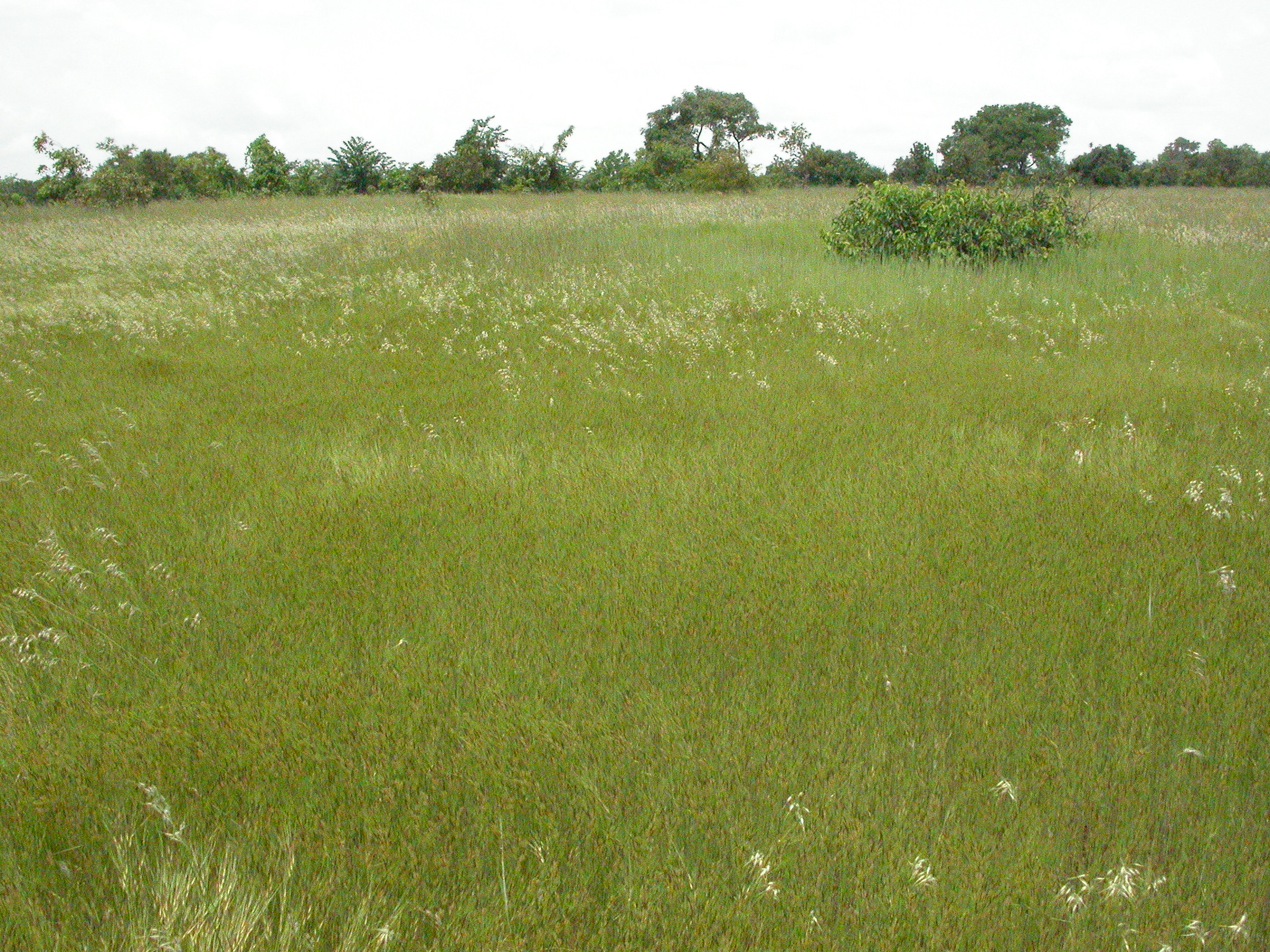
Savann nära Dindéresso i Burkina Faso.

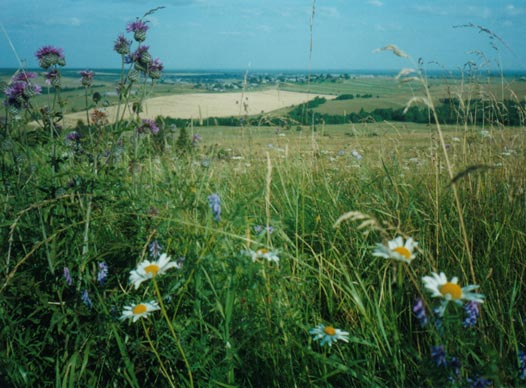
Äng i Vologda, Ryssland.

Gräsmarker är öppna, flacka områden som domineras av olika gräsarter. Naturliga gräsmarker återfinns på alla kontinenter, utom Antarktis, och i de flesta av världens ekoregioner. Exempel på sådana områden är prärien i Nordamerika och savannen i Afrika. Det är ofta ansett att gräsmarker har uppkommit och uppkommer till stor del beroende på djurs beteende och förflyttning, vissa exempel på detta är migrerande hjordar av antiloper som trampar ned vegetation och savannelefanter som äter upp unga akaciaplantor innan de hunnit växa upp till ett moget träd.

## Typer av gräsmarker
Man skiljer mellan följande typer:
- Antropogena gräsmarker
  - Äng
  - Vall
  - (Delvis även prärie)

- Tropiska och subtropiska gräsmarker
  - Llanos
  - Savann

- Tempererade gräsmarker
  - Prärie
  - Pampas

- Översvämningsgräsmarker
  - Strandäng
  - Everglades
  - Pantanal

- Alpina gräsmarker
  - Páramo

- Xeriska gräsmarker och ökengräsmarker